# احتكار السوق

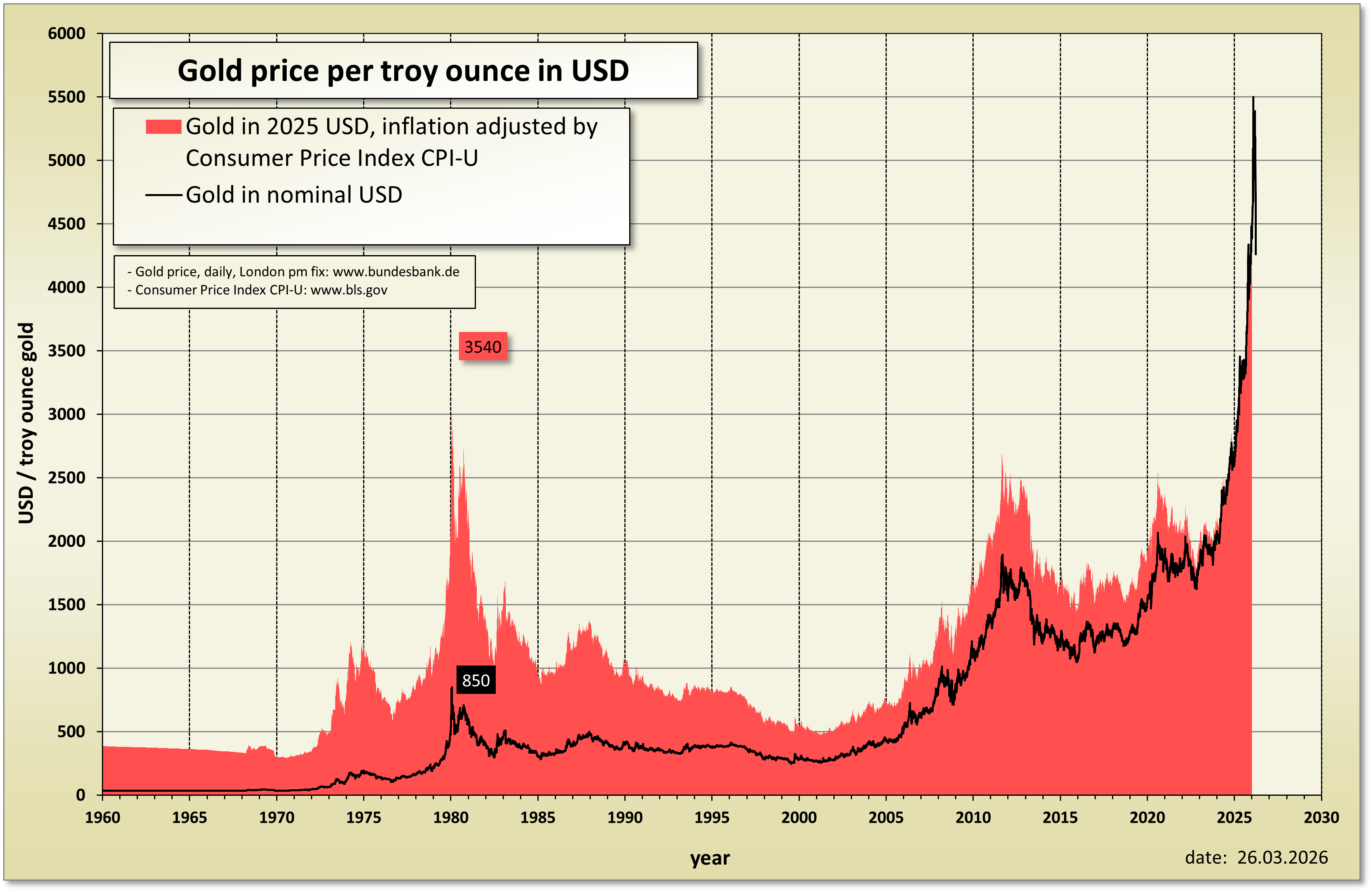
سعر الذهب التاريخي بالدولار الأمريكي وسعر الذهب المعدل حسب التضخم بالدولار الأمريكي

في مجال الاقتصاد، فإن احتكار السوق هو السيطرة على مخزون معين أو سلعة أساسية أو ممتلكات أخرى لمحاولة التلاعب في سعر السوق. إحدى التعريفات الخاصة باحتقار السوق هو «الحصول على أكبر حصة من السوق في صناعة معينة دون احتكار.»
الشركات التي حُوصرت أسواقها عادة ما تفعل ذلك في محاولة منها للحصول على حرية المناورة في قراراتها. على سبيل المثال، قد يرغبون في فرض أسعار أعلى لمنتجاتهم دون مخاوف من خسارة الكثير من الأعمال. يأمل المُحتكر في السيطرة على ما يكفي من السلعة التي تخضع للعرض والطلب ليتمكن من تحديد سعرها.
قد يحدث هذا من خلال عدة آليات. الإستراتيجية المباشرة هي ببساطة شراء نسبة كبيرة من السلع المتوفرة لعرضها للبيع في بعض الأسواق الفورية أو لتخزينها. مع ظهور العقود الآجلة، قد يشتري المُحتكر عددًا كبيرًا من العقود الآجلة لسلعة ما ثم يقوم ببيعهم بربح بعد تضخيم السعر.
بالرغم من أن هناك محاولات عديدة لاحتكار الأسواق من خلال الصفقات الضخمة في كل شيء من القصدير إلى الماشية، إلا أن لم ينجح حتى الآن سوى عدداً قليلاً من هذه المحاولات؛ فضلاً عن، أن معظم محاولات هؤلاء المُحتكرين قد أدت إلى أنهم قاموا بتدمير أنفسهم بأنفسهم. في وقت يرجع إلى عام 1923، كتب إدوين ليفيفر، «عدد قليل جدًا من صفقات الاحتكار الكبيرة كانت مربحة لمنفذيها.» قد يصبح المحتكر معرضاً للخطر وفقاً لحجم الموقف، خاصةً إذا أصبحت المحاولة معروفة على نطاق واسع. وإذا شعر بقية السوق بالضعف، فقد يقاوم أي محاولة لتحريك السوق بصورة مفتعلة من خلال اتخاذ مواقف متضاربة. إذ يبدأ السعر في التحرك عكس المُحتكر، وأي محاولة من جانب المٌحتكر للبيع من المحتمل أن تؤدي إلى انخفاض السعر بشكل كبير. في مثل هذه الحالة، قد يستفيد العديد من الأطراف الأخرى من حاجة المحتكرين لتهدئة الموقف.

## أمثلة تاريخية

### طاليس ميليتوس (القرن السادس قبل الميلاد)
وفقاً لكتاب أرسطو السياسة (الكتاب الأول، القسم 1259 أ)، طاليس ميليتوس حُوصر السوق في معاصر زيت الزيتون:
طاليس، كما في القصة، بسبب فقره كان مصدر للسخرية بكونه فيلسوف عديم الجدوى. ولكن من خلال معرفته بعلم الفلك، كان قد لاحظ أنه بينما كان الجوشتاءًا أنه مازال هناك كمية كبيرة من محصول الزيتون، لذلك قام بجمع مبلغ صغير من المال ودفعه لجميع معاصر الزيتون في ميليتوس وخيوس. التي استأجرها بإيجار منخفض لأن لم يكن هناك أحد يديرها؛ وعندما جاء الموسم، كان هناك طلب مفاجئ على عدد من المعاصر، وعن طريق السماح لهم باستخدامها وفقاً لشروطه فقد كسب مبلغًا كبيرًا من المال، مما يثبت أنه من السهل على الفلاسفة أن يكونوا أغنياء إذا أرادوا.

### القرن التاسع عشر: أمثلة كلاسيكية من إدوين لوفيفر
يسرد الصحفي إدوين ليفيفر عدة أمثلة لعمليات الاحتكار من منتصف القرن التاسع عشر. إنه يصنف الاحتكار كنتيجة للتلاعب والاحتكار كنتيجة للشراء التنافسي.

#### كورنليوس فاندربلت وسكة حديد هارلم
كان كورنليوس فاندربلت، أحد المُحتكرين القلائل التي نُشرت أسبابه المنطقية وكان هناك ما يبررها، بدأ كورنليوس فاندربلت بتجميع أسهم سكة حديد هارلم في عام 1862 لأنه توقع قيمتها الاستراتيجية. لقد سيطر على سكة حديد هارلم وشرح فيما بعد أنه أراد أن يثبت أنه يستطيع أن يأخذ هذه السكة الحديدية، والتي اُعتبرت عامةً بلا قيمة، وجعلها ذات قيمة. يمكن اعتبار احتكار 25 يونيو 1863 مجرد حدث في استثمار استراتيجي خدم الجمهور بشكل جيد.

#### جيمس فيسك وجاي غولد والجمعة السوداء (1869)
الذعر المالي ليوم الجمعة الأسود عام 1869 في الولايات المتحدة والتي كانت بسبب جهود جاي غولد وجيمس فيسك لاحتكار سوق الذهب في بورصة نيويورك للذهب. عندما ضرب الذهب الحكومي السوق، تراجع فرق القيمة في غضون دقائق ودمر العديد من المستثمرين. ونجا فيسك وجولد من ضرر مالي كبير.

#### أفكار ليفيفرفي عن الاحتكار في الأيام القديمة
في الفصل 19 من كتابه، يحاول إدوين ليفيفر تلخيص الأساس التبريرات المنطقية للاحتكار في القرن التاسع عشر.
أخبرني سمسار عجوز حكيم أن جميع الشركات الكبيرة في الستينيات والسبعينيات كان لديهم طموح واحد، وهو العمل في الاحتكار. في كثير من الحالات كان هذا نوع من الغرور. وفي حالات أخرى، كانت بسبب الرغبة في الانتقام. [...] كان ربح النقود هو أكثر ما دفع المُحتكرين للقيام بعمليات الاحتكار بكل ما أوتوا من قوة. وكانت عقدة الغرور تؤكد نفسها بين المُحتكرين ذوات الدم البارد.

### القرن العشرين: سكك حديد شمال المحيط الهادي
احتكار سكة حديد شمال المحيط الهادي. في 9 مايو 1901، هي حالة وثقت بشكل جيد كشراء تنافسي، مما أدى إلى حالة من الذعر. يتضمن الفصل 3 من كتاب Reminiscences of a Stock Operator الطبعة التوضيحية 2009 التقسير الأصلي لليفيفرفي بالإضافة إلى الشروحات الحديثة التي تشرح المواقع والشخصيات الفعلية على هوامش الصفحة.

### العشرينات: شركة ستاز لصناعة الموتور
سميت من قبل المؤرخ روبرت سوبيل ب«رائدة أعمال ليفرمور وكوتين لعدة سنوات»[بحاجة لمصدر] في مارس 1920 أصبح أحد أركان شركة ستاز موتور هو مثال لركن تم التلاعب به ودمر جميع الأطراف المشاركة، وخاصة منشأها آلان ريان.

### الخمسينات: سوق البصل
في أواخر 1950، زعم مزارعو البصل في الولايات المتحدة أن سام سيغل وفنسنت كوسوغا، متعاملين في بورصة شيكاغو التجارية، كانوا يحاولون احتكار سوق البصل.
نتج عن شكاواهم إقرار قانون العقود الآجلة للبصل، والذي حظر التداول في العقود الآجلة للبصل في الولايات المتحدة وما زال ساريًا حتى عام 2018.

### السبعينات: الأخوين هانت وسوق الفضة
حاول الأخوين نيلسون بنكر هانت وويليام هربرت هانت احتكار أسواق الفضة العالمية في أواخر السبعينيات وأوائل الثمانينيات، في محاولة للحصول على أكثر من نصف إنتاج الفضة في العالم. من خلال تجميع المعدن النفيس، وقد ارتفعت أسعار الفضة من 11 دولار للأونصة في سبتمبر 1979 إلى ما يقرب من 50 دولار للأونصة في يناير 1980. انهارت أسعار الفضة في نهاية المطاف إلى ما دون 11 دولار للأوقية بعد شهرين، حدث الكثير من الانخفاض في يوم واحد يُعرف الآن باسم «خميس الفضة»، وبسبب التغييرات في قواعد الصرف أصبحت أسعار السلع على الهامش.

### التسعينيات: هاماناكا وسوق النحاس
حاول أحد التجار المارقين ياسو هاماناكا، كبير تجار النحاس في شركة سوميتومو كوربوريشن، احتكار سوق النحاس العالمية لأكثر من عشر سنوات حتى عام 1996. في مرحلة أثناء «قضية نحاس سوميتومو»، أعتقد هاماناكا أنه سيطر على حوالي 5٪ من سوق النحاس العالمي. بمجرد انهيار مخططه، تركت شركة سوميتومو أماكن كبيرة في سوق النحاس، حيث خسرت في نهاية المطاف 2.6 مليار دولار. في عام 1997، اعترف هاماناكا بالذنب في تهم جنائية ناشئة عن نشاطه التجاري وحكم عليه بالسجن لمدة ثماني سنوات.

### 2008: بورشه وأسهم في فولكس فاجن
خلال الأزمة المالية من عام 2007-2010 احتكرت بورشه السوق من خلال أسهم فولكس فاجن، حيث أصبحت فولكس فاجن لفترة وجيزة الشركة الأكثر قيمة في العالم. زعمت بورشه أن أعمالها كانت بهدف السيطرة على فولكس فاجن وليس التلاعب بالسوق: في هذه الحالة، مع احتقار السوق بأسهم فولكس فاجن، تعاقدت بورشه بالبيع السريع نتيجة للضغط قصير عليهم. ولم ينجح الأمر في نهاية المطاف، مما أدى إلى استقالة المدير التنفيذي والمدير المالي لبورشه واندماج بورشه في فولكس فاجن.
و انتحر أدولف ميركل، أحد أغنى رجال الصناعة في ألمانيا، بعد بيع أسهم فولكس فاجن.

### 2010: أرماجارو وسوق الكاكاو الأوروبي
في 17 يوليو 2010، اشترت أرماجارو 240.100 طن من الكاكاو. أدت عملية الشراء إلى ارتفاع أسعار الكاكاو إلى أعلى مستوى لها منذ عام 1977. وبلغت قيمة الشراء 658 مليون جنيه إسترليني وتمثل 7 في المائة من الإنتاج السنوي العالمي للكاكاو. أصبحت الصفقة، أكبر صفقة لتجارة كاكاو منذ 14 عامًا، والتي تمت من قبل شركة Armajaro Holdings، تأسس وأدير صندوق التمويل من قبل أنطوني وارد. لُقب وارد بـ «تشوكفينجر» من قبل زملائه التجار بسبب استثماراته. يشير اللقب إلى كل من شرير بوند جولدفينجرر والحلوى البريطانية.